# IC 213
IC 213 – galaktyka spiralna znajdująca się w konstelacji Barana. Została odkryta 29 grudnia 1893 przez Stéphana Javella.